# بلدية تاروت
بلدية تاروت هي بلدية تتبع بلدية محافظة القطيف بجزيرة تاروت، بالمنطقة الشرقية، للمملكة العربية السعودية. وهي الجهة المسؤولة عن تقديم الخدمات البلدية التي تشمل خدمات الأراضي والمنح والمخططات، والتشييد والبناء، والرخص المهنية، والعقار والاستثمار، وخدمة المجتمع.

## التأسيس
تأسست بلدية تاروت مع بقية توابع بلدية القطيف سنة 1344هـ وكانت وقتئذ تضم من صفوى شمالاً حتى سيهات جنوباً. ومع التطور العمراني للقرى، تم إنشاء ست بلديات ذات ميزانيات مستقلة. وفي عام 1402هـ ضمت هذه البلديات الست في بلدية واحدة تحت اسم بلدية منطقة القطيف المصنفة تحت الفئة (أ). وفي عام 1407هـ تم دمج بلدية منطقة القطيف إدارياً ومالياً وبكامل تشكيلاتها الإدارية بأمانة مدينة الدمام وأصبحت ميزانيتها مدمجة مع الأمانة. في نهاية عام 1428هـ تم فصل البلدية إدارياً ومالياً وبكامل تشكيلاتها الادارية، وأصبحت ميزانيتها مرتبطة بوزارة الشئون البلدية والقروية.

## الأحياء التابعة لها
1. سنابس.
2. الربيعية.
3. دارين.
4. حي الديرة.
5. فريق الأطرش.
6. حي الصواري
7. حي الأندلس
8. حي المناخ
9. حي الشاطئ
10. حي المحدود
11. حي التركيا
12. حي الصناعية
13. حي الرضا
14. حي المشاري
15. حي المنيرة
16. حي الدشة
17. حي اليمامة
18. حي أرض الجبل

## مهام البلدية
- مهام قسم إصدار الرخص والشهادات الصحية
- مهام قسم إصدار رخص المباني
- مهام قسم إصدار رخص الحفريات
- مهام قسم أعمال الوقاية الصحية
- مهام قسم مراقبة البناء
- مهام قسم مراقبة خدمات المرافق البلدية
- مهام قسم مراقبة الأسواق التجارية
- مهام قسم حماية المسطحات الخضراء
- مهام قسم مراقبة المواد الغذائية.

## أنشطة ومشاريع البلدية
- ملاعب الأطفال
- الحدائق
- صيانة الطرق
- تصريف السيول
- الرصف والإنارة والتشجير
- الأنفاق
- تنظيف الأراضي الفضاء.

## وصلات خارجية
- موقع بلدية محافظة القطيف الرسمي.
- نموذج التواصل مع بلدية محافظة القطيف.
- بوابة الخدمات الإلكترونية لبلدية محافظة القطيف.
- ألبوم صور بلدية محافظة القطيف.
- أخبار المجلس البلدي.